# Младост (зала)
Вижте пояснителната страница за други значения на Младост.
„Младост“ е многофункционална зала в град Бургас, България. Построена е през 1987 г. и има закрита площ около 1100 m².
Намира се в комплекс „Петко Славейков“, в близост до булевард „Стефан Стамболов“. В нея играе домакинските си срещи волейболният отбор на „НЕФТОХИМИК – 2010“. Залата се използва и за търговски изложения.